# Richards Spur
Richards Spur is een fossielenvindplaats uit het Perm, gelegen in de Dolese Brothers Limestone Quarry, ten noorden van Lawton in de Amerikaanse staat Oklahoma. De vindplaats bewaart spleetvullingen van klei en moddersteen van een karstsysteem dat is geërodeerd uit het Ordovicium-kalksteen en dolomiet, waarbij de opvulling dateert uit de Artinskien-periode van het Vroeg-Perm (Cisuralien), ongeveer 289 tot 286 miljoen jaar geleden. Fossielen van landdieren zijn overvloedig en goed bewaard gebleven, wat neerkomt op een van de meest diverse en bekende Paleozoïsche tetrapode gemeenschappen. Een veel voorkomende historische naam voor de vindplaats is Fort Sill, in verwijzing naar de nabijgelegen militaire basis. In 1932 werden voor het eerst fossielen gemeld in de steengroeve door deskundigen, wat een golf van opgravingen op gang bracht door lokale en internationale geologen. Vroege belangrijke taxa waren het veel voorkomende reptiel Captorhinus en microsauriërs zoals Cardiocephalus en Euryodus. Latere opmerkelijke ontdekkingen zijn onder meer Doleserpeton (een van de meest Lissamphibia-achtige Paleozoïsche tetrapoden), het meest diverse assortiment parareptielen in het Vroeg-Perm, en de zeldzame vroege diapside Orovenator.

## Geologie
De grotten van Richards Spur zijn gevormd in de Arbuckle-kalksteen uit het Ordovicium-tijdperk, die werd opgetild, blootgesteld en gekanteld in een verticale oriëntatie in het Pennsylvanien en het Perm. In het Vroeg-Perm vormde zich een karstsysteem in de kalksteen, compleet met grotten met speleothermen (stalagmieten, stalactieten, grotpopcorn, enz.) gemaakt van calciet. De meeste karsts zijn smal, 40-60 centimeter breed en verticaal georiënteerd. Vanwege actieve mijnbouw op de vindplaats die voortdurend nieuwe lagen vernietigt en blootlegt, is de lay-out van het systeem niet vastgelegd. Het grootste deel van de opvulling uit het Perm wordt weggegooid in de afvalstortplaatsen van de steengroeve zonder sedimentologische en stratigrafische gegevens, wat studies naar die aspecten van de vindplaats bemoeilijkt. Het is echter bekend dat de lagere delen van het systeem (25 meter onder het oppervlak) fossiel materiaal missen.
Veel van de fossielen van Richards Spur werden gevonden in zachte kalkhoudende kleisteen of conglomeraat. Ze zijn waarschijnlijk in de grotten terechtgekomen als gevolg van waterafvoer van het oppervlak, zoals blijkt uit de aanwezigheid van oppervlaktemineralen zoals kwarts, kaoliniet en sulfiden tussen de fossielen. Individuele organismen zijn mogelijk al uit elkaar gehaald door opruiming of ontbinding aan de oppervlakte, zijn afgebroken in de grotten nadat het verse kadaver erin was gewassen, of zijn zelfs gestorven in de grotten nadat ze vastzaten. Organismen die aan het oppervlak uiteenvielen, ondervonden meer slijtage en erosie op hun fossielen, veroorzaakt door blootstelling aan de elementen en transport door water binnen en/of buiten het karstsysteem. Aan de andere kant zouden recent overleden of levende organismen meer gearticuleerd zijn vanwege hun ontbinding in de stabielere grotomgeving, waarbij hun pezen hun individuele botten op hun plaats hielden voorafgaand aan fossilisatie. De meest complete fossielen waren ingekapseld in een residu dat bijna volledig uit calciet bestond, wat aangeeft dat de grotstructuren rond hun skeletten neersloegen. De grotten moesten waarschijnlijk zijn ondergedompeld in water (of op zijn minst aanhoudend vochtig) voor actieve speleotherme vorming, en dus deze manier van spectaculair behoud kan mogelijk zijn geweest. Sommige fossielen zijn bedekt met pyriet, wat wijst op de aanwezigheid van anoxische vloeistoffen of diagenese in de systemen op een bepaald moment. De meeste (maar niet alle) fossielen zijn donker gekleurd door insijpeling van koolwaterstoffen in de afzettingen. Deze diverse biochemische omstandigheden zijn de waarschijnlijke oorzaak van ongewoon variabele koolstofisotoopwaarden die worden gevonden in verschillende bewaarde speleothermen.

## Paleo-milieu
Isotopenanalyse van bewaarde speleothermen toont verschillende regelmatige fluctuaties in δ18O-niveaus binnen een tijdspanne van 1-20 duizend jaar. Vergelijkbare fluctuaties in eigentijdse omgevingen op lage breedtegraden worden beschouwd als indicatief voor een sterke variatie in neerslag tussen natte en droge perioden op de schaal van eeuwen of millennia. Sommige sporenelementen bevestigen deze gegevens, aangezien de barium- en fosforconcentraties toenemen met hogere δ18O (droge periodes); Dit wordt verklaard door een verhoogde opname van stof en zeeschuim in drogere, winderigere periodes, zoals blijkt uit klimatologische analyses in een modern grottenstelsel in Israël.
Afgezien van buitengewoon zeldzame fragmenten van xenacanthiden en eryopoïden, zijn waterdieren praktisch afwezig in Richards Spur. Hoewel amfibieën op de vindplaats veel voorkomen, zijn de meeste daarvan taxa aangepast aan het leven op het land zoals dissorofoïden, microsauriërs en seymouriamorfen. Dit staat in sterk contrast met de even oude overstromingsgebieden in Oklahoma en Texas, waar overvloedige fossielen van waterdieren zoals Eryops en Diplocaulus te vinden zijn, samen met grote laagland-amniota zoals Edaphosaurus. Als gevolg hiervan wordt aangenomen dat de vindplaats dieren vertegenwoordigt die in een drogere omgeving leven, hoger gelegen dan de vochtige uiterwaarden die de meeste rode Permlagen bewaard hebben. De enige andere productieve geologische vindplaats in het Vroeg-Perm die algemeen wordt beschouwd als een bewaarde hooggelegen gemeenschap, is de Tambach-formatie in Duitsland.

## Leeftijd
De unieke conserverende omgeving van Richards Spur sluit een geologische stratigrafie uit. Op basis van de faunale samenstelling (met name de overvloed aan Captorhinus aguti, Cardiocephalus en Euryodus), is Richards Spur in leeftijd ongeveer gelijk aan de Arroyo Formation (Lower Clear Fork) van Texas. In Oklahoma kan het equivalent de bovenste Garber-formatie of de onderste Hennessey-formatie zijn. De South Grandfield-vindplaats van de Hennessey-formatie is een voorbeeld van een meer typische Oklahoma-fossiellocatie die vergelijkbare Captorhinida- en Microsauria-taxa heeft als Richards Spur. Om de absolute ouderdom van de Richards Spur-afzettingen te bepalen, werd de speleotherm die werd bestudeerd voor de zuurstofisotoop en sporenelementenanalyses ook bemonsterd voor uranium-looddatering. Er werd vastgesteld dat de speleotherm werd gevormd tussen 289,68 en 288,32 miljoen jaar geleden. Oorspronkelijk werd vermeld dat deze tijdsperiode Sakmarien in leeftijd was, maar na een latere verfijning aan de ICS-tijdschaal, werd deze gespecificeerd als behorend tot de vroege Artinskien. Twee later bestudeerde speleothermen gaven datumbereiken van 283,8 tot 289,6 miljoen jaar geleden en 286,0 tot 286,4 miljoen jaar geleden, wat aangeeft dat de vindplaats gedurende enkele miljoenen jaren werd afgezet.

## Fauna

### Amfibieën
- Acheloma dunni
- Aspidosaurus sp.
- Cacops morrisi
- Cacops woehri
- Cardiocephalus peabodyi
- Dissorophus multicinctus
- Doleserpeton annectens
- Euryodus primus
- Llistrofus pricei
- Nannaroter mckinziei
- Pasawioops mayi
- Seymouria sp.
- Sillerpeton permianum
- Tersomius dolesensis

### Synapsiden
- Arisierpeton simplex
- Dimetrodon sp.
- Mesenosaurus efremovi
- Mycterosaurus longiceps
- Oromycter dolesorum
- Varanops brevirostris

### Parareptielen
- Abyssomedon williamsi
- Bolosaurus grandis
- Colobomycter pleter
- Colobomycter vaughni
- Delorhynchus cifellii
- Delorhynchus priscus
- Feeserpeton oklahomensis
- Microleter mckinzieorum

### Eureptielen
- Baeotherates fortsillensis
- Captorhinus aguti
- Captorhinus magnus
- Labidosauriscus richardi
- Opisthodontosaurus carrolli
- Orovenator mayorum